# Флавогемоглобин
Флавогемоглобин (от лат. flavus «желтый» + др.-греч. αἷμα «кровь» + лат. globus «шар») (flHb) — белок, содержащий флавин-связывающий домен. Был обнаружен в бактериях и грибах. Дэвид Кэйлин описал этот гемоглобин в дрожжах в 1953г. Содержит цепочку из 8 альфа-спиралей. Ввиду его высокой реакционной способности как в качестве редуктаз, так и в качестве оксидаз, представляет собой сложный объект для изучения.

## Сведение
Флавогемоглобин — белок, который можно обнаружить у бактерий и дрожжей, и который играет важную роль в защите клеток от стресса, вызванного присутствием азотосодержащих соединений, таких как оксид азота (NO). Этот белок обладает уникальной способностью связываться с молекулами оксида азота и другими реакционноспособными формами азота, защищая клетку от их потенциально токсичных воздействий.

## Структура флавогемоглобина
Флавогемоглобин состоит из двух основных доменов:
1. Гем-домен: Содержит железосодержащую группу, которая необходима для связывания и детоксикации NO. Эта функция напоминает работу многих гемопротеинов, таких как гемоглобин и миоглобин, которые связывают и транспортируют кислород в высших организмах.
2. Флавиновый домен: Содержит флавин-адениндинуклеотид (ФАД), который играет ключевую роль в катализе реакции детоксикации NO, превращая его в менее токсичные соединения.

## Механизм действия
Флавогемоглобин катализирует реакцию, в которой оксид азота превращается в нитрат при помощи молекулярного кислорода. Этот процесс происходит в два этапа:
1. Связывание NO: NO связывается с железом в гем-домене, образуя стабильный комплекс.
2. Окисление NO: Во флавиновом домене, при участии ФАД, происходит окисление NO до нитрата (NO3^-), что снимает его токсическое воздействие.

## Биологическая роль
Флавогемоглобин играет критическую роль для выживания бактерий и дрожжей в условиях, когда они подвергаются токсическому воздействию оксида азота, который является побочным продуктом многих метаболических процессов или производится клетками хозяина в ответ на инфекцию. Он также важен для поддержания клеточного гомеостаза, позволяя микроорганизмам адаптироваться к различным условиям окружающей среды.

## Применение в биотехнологиях
Флавогемоглобин привлекает внимание как возможный инструмент для биотехнологий и медицины. Его способность связывать и детоксифицировать NO может быть использована в различных приложениях, от разработки новых антибиотиков до генной инженерии микроорганизмов для улучшения их устойчивости к стрессовым факторам.
Возможные исследования включают в себя изучение структурных особенностей, чтобы лучше понять механизм его работы и разработать инновационные подходы в области медицинских и промышленных биотехнологий.